# 美泉宮凱旋門

美泉宮凱旋門是位於奧地利維也納美泉宮花園內的一座建築。美泉宮凱旋門修建於1775年，是美泉宮內的標誌性建築。它由奧地利古典主義建築師约翰·费迪南德·赫岑多夫·冯·霍恩贝格設計修建，作为纪念“正义战争”的“荣耀之殿”。
出于节俭，女大公玛丽亚·特蕾西娅决定採用已在使用中的建材。竣工後作为美泉宮花園的餐厅和宴会厅以及皇帝弗朗茨·约瑟夫一世的早餐室。
至1910年，美泉宮凱旋門的三个中央拱门都上了釉。经过几十年的开放性建筑，在20世纪90年代的修复中重新安装了具有历史风格的玻璃。1996年4月始，“光荣咖啡馆”於此營業。

## 歌丽缇
“歌丽缇”（Gloriette）一词在歐洲古典園林中用来形容位于庭園全區至高处的觀景亭建筑，其中全歐規模最大的歌丽缇建築即是美泉宮的凱旋門。

## 外部連結
- Location and history of the Schönbrunn Gloriette, Café Gloriette
- Gloriette Eisenstadt （页面存档备份，存于）
- Park von Muskau Gloriette （页面存档备份，存于）
- Structurae数据库中Gloriette Buffon (Jardin des Plantes)的数据

- The gloriette in the gardens of Wilhelmshöhe Kassel （页面存档备份，存于）
- Gloriette Fertőboz （页面存档备份，存于）
- The gloriette in the garden of Brukenthal Palace, Sibiu （页面存档备份，存于）
- （页面存档备份，存于）,  （页面存档备份，存于） Gloriette Portmeirion